# 勒卡斯泰拉
勒卡斯泰拉（法語：Le Castéra，法語發音：[lə kasteʁa]）是法国上加龙省的一个市镇，属于图卢兹区。

## 地理
勒卡斯泰拉（43°40'20"N, 1°8'15"E）面积16.71 平方千米，位于法国奧克西塔尼大區上加龙省，该省份为法国西南部内陆省份，西南端与西班牙接壤，自此顺时针与上比利牛斯省、热尔省、塔恩-加龙省、塔恩省、奥德省和阿列日省接壤。
与勒卡斯泰拉接壤的市镇（或旧市镇、城区）包括：蒂勒、贝勒加德圣玛丽、莱维尼亚克、芒维尔、拉塞尔-普拉代尔、圣利夫拉德。

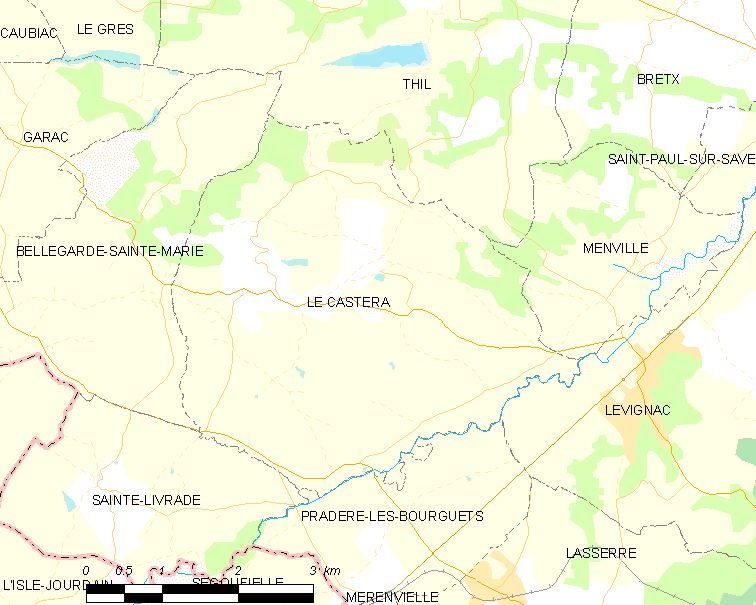
勒卡斯泰拉的OSM定位图

勒卡斯泰拉的时区为UTC+01:00、UTC+02:00（夏令时）。

## 行政
勒卡斯泰拉的邮政编码为31530，INSEE市镇编码为31120。

## 政治
勒卡斯泰拉所属的省级选区为莱格万县。

## 人口

1962-2008年间勒卡斯泰拉人口变化图示

勒卡斯泰拉于2022年1月1日时的人口数量为797人。